# Ochyrocera simoni
Ochyrocera simoni là một loài nhện trong họ Ochyroceratidae. Loài này phân bố ở México.